# 稷山文案
稷山文案是指2006年山西省运城市稷山县3名科级干部杨秦玉、南回荣、薛志敬匿名用文字材料的方式向上级部门举报稷山县县委书记李润山贪污受贿、以权谋私，而被稷山县检察院以“诽谤罪”分别被判处有期徒刑1年，缓刑3年的事件。此事在2007年才被新闻媒体广泛曝光，并且引发中国社会的高度关注，政府当局的做法遭到了民间舆论和新闻媒体的质疑、批评、谴责。

## 事件经过
2006年3月，山西省运城市稷山县人大法工委主任杨秦玉、县委政策研究室副主任南回荣两人一起去稷山县农机局局长薛志敬家中串门和聊天，当他们三人谈到稷山县的土地买卖问题时，义愤填膺，因为县政府以打造“稷山标志性建筑”的名义征收了农民的土地，背地里卖给房产商开发房地产，三人一致认为是县委书记李润山不负责任、不讲诚信，决心把李润山执政时期的诸多社会问题写成文字内容，向上级举报。南回荣担任主笔，薛志敬和杨秦玉担任润色和修改。
经过10多天的时间，杨秦玉、南回荣、薛志敬写成《众口责问李润山》，并且以匿名的方式在文末署名。为防止被人察觉，三人在侯马市打字复印了40份，并且在侯马市邮寄给运城市委书记、市长，稷山县四大班子、稷山县各局办部分领导，共计37份。
又过了10多天之后，稷山县的警察将三人逮捕。7月19日，纪检委办案组对杨秦玉、南回荣、薛志敬说：“你们犯了严重错误，要深刻地写检讨，这是最后的机会。”，并且责令三人写检讨书。而稷山县公安局局长则说：“举报信不但是对李书记个人的攻击，而且是对稷山大好形势的攻击。”
8月2日，县委副书记兼纪检委书记董旭光主持“全县干部警示教育大会”，杨秦玉、南回荣二人当众五百多人讲话检讨，随后开除党籍、撤销一切职务。8月8日，稷山县检察院用“诽谤罪”公诉杨秦玉、南回荣。8月21日，稷山县人民法院判决出示：杨秦玉和南回荣犯“诽谤罪”，分别被判处有期徒刑1年，缓刑3年。县委书记李润山对《民主与法制时报》说，二人判决是自己“宽宏大量”的结果。 9月3日，三人在太原市取保候审。年底，薛志敬被政府免掉一切职务。
2007年4月25日，县委书记李润山被稷山县人大授予“人民公仆”荣誉称号。后来升迁。5月15日，“薛志敬诽谤案”在稷山县开庭审理。
2010年12月4日，已出任运城市盐湖区委书记李润山升格为副厅局级。

## 文章内容
文章以四问的打油诗开头。
|  | 首问书记李润山，朝令夕改为哪般？ 二问书记李润山，为啥引资遭祸端？ 三问书记好威风，总统套间办啥公？ 四问书记财力涨，为何工资老不动？ …… ——稷山笨嘴笨舌人 |

## 社会舆论

### 新闻媒体
- 《南方周末》专文《被“诽谤”官员免职后悄然升迁》：“从重庆‘彭水诗案’、山西‘稷山文案’、山东‘高唐文案’，到河南‘灵宝帖案’，当事官员被处以短暂的党纪政纪处分后，纷纷继续升迁之路，而被他们追捕的当事人，至今仍生活在恐惧之中。”[4]

- 《南都副刊》专文《县委书记，青天大老爷》：“看官，这个事情，可不仅仅是某个书记霸道。那是百年转型中传统的统治思想和现代公民意识的冲突。”[3]

- 《腾讯网》专文《拷问稷山文案：公权为何轻易变私权》：“‘稷山文案’的判决书中说：‘公民有检举、揭发一切违法犯罪行为的权利，共产党员在党内有充分发表自己意见的权利’。回顾此案的前后过程，我们看到，如果公民、党员的正当权利确有保障，一个人的权力还会如此疯狂吗？”[6]

- 《扬子晚报》专文《“稷山诽谤案” 权力公然挑衅法律》：“官员借用司法权力，以‘诽谤罪’来打击报复正当举报的公民，‘稷山诽谤案’的宣判开了恶例。”，“权力导致腐败，绝对的权力导致绝对的腐败”。[7]

## 同类案件
- 重庆“彭水诗案”
- 重庆“任建宇劳教案”
- 河南“孟州书案”
- 河南“灵宝帖案”
- 陕西“志丹短信案”
- 山东“高唐网案”